# Mittelslowakische Dialekte
Die mittelslowakischen Dialekte (slowakisch stredoslovenské nárečia, stredoslovenský dialekt, stredoslovenčina) sind eine der drei großen Dialektgruppen der slowakischen Sprache.
Die Mundarten aus dieser Gegend bilden die Grundlage der in den 1840er Jahren erfolgten Kodifizierung der slowakischen Schriftsprache durch Ľudovít Štúr. Auch mit späteren Änderungen ist diese Kodifizierung die Basis der heutigen slowakischen Schriftsprache.

## Verbreitung und Gliederung
Die mittelslowakischen Dialekte werden dem Namen entsprechend in der Mittelslowakei und zu kleineren Teilen sowohl in der West- als auch der Ostslowakei gesprochen. Im Süden der Mittelslowakei, entlang der slowakisch-ungarischen Grenze, werden hingegen das Ungarische oder gemischte slowakische Dialekte gesprochen. Das Verbreitungsgebiet entspricht im Wesentlichen dem Gebiet der ungarischen Komitate Arwa, Turz, Liptau, Neutra (nur in der Gegend von Prievidza und Partizánske), Sohl, Gemer und Kleinhont, Bars, Hont und Nógrád. In den heutigen Verwaltungseinheiten entspricht das den Ostteilen von Trenčiansky kraj und Nitriansky kraj, einem Großteil von Žilinský kraj, dem Banskobystrický kraj, einem kleinen Stück von Prešovský kraj bei Štrba und einem Teil des Košický kraj (Okres Rožňava).
Weitere Gliederung unterscheidet sich je nach Autor und Quelle. Die folgende Übersicht nutzt als Quellen das Nachschlagewerk Vlastivedný slovník obcí na Slovensku (etwa „Heimatkundelexikon der Gemeinden der Slowakei“) aus dem Jahr 1977 sowie Angaben von Slovake.eu:
- Dialekte von Orava rund um Dolný Kubín, Tvrdošín und Námestovo. Im nördlichen Teil der Orava an der polnisch-slowakischen Grenze und bei Suchá Hora werden hingegen goralische Mundarten gesprochen
- Dialekte von Liptov rund um Ružomberok, Liptovský Mikuláš und Liptovský Hrádok, mit einem Übergangsgebiet im Osten bei Štrba
- Dialekte von Turiec rund um Martin und Turčianske Teplice
- Dialekte der oberen Nitra rund um Prievidza und Partizánske
- Dialekte von Zvolen rund um die gleichnamige Stadt, Banská Bystrica, Brezno und Detva
- Dialekte von Tekov im Gebiet entlang des mittleren Hron von Levice bis Žiar nad Hronom
- Dialekte von Hont in Orten südlich von Banská Štiavnica und Krupina
- Dialekte von Novohrad rund um Veľký Krtíš, Lučenec und Poltár
- Dialekte von Gemer rund um Tisovec, Rimavská Sobota, Revúca und zwischen Rožňava und Dobšiná

## Merkmale
Im Allgemeinen weisen die mittelslowakischen Dialekte folgende Merkmale auf:
- Betonung wie standardsprachlich auf der ersten Silbe
- Silben ra-, la anstelle von ro-, lo- in Wörtern altslawischen Ursprungs wie ražeň, lakeť
- Vokal a als Weiterentwicklung des ursprünglichen Jer (ъ) in Wörtern wie daska, dážď, raž, chrbát (dt. Brett, Regen, Korn, Rücken)
- Vokal ä (in kurzen Silben) und Diphthong ia (in langen Silben) anstelle des Nasalvokals e in Wörtern wie mäso, päť, holúbä, deväť, piatok, robia, pamiatka (dt. Fleisch, fünf, Täubchen, neun, Freitag, sie arbeiten, Denkmal)
- häufige Verwendung von Diphthongen ia, ie, iu, uo
- weiche Aussprache von Konsonanten ď, ť, ň, ľ
- konsequente Verwendung der Konsonantengruppen šť, žď
- konsequente Anwendung der rhythmischen Kürzung
- Aussprache von l als u in der Vergangenheitsform von Verben (z. B. bol als bou) und Aussprache von v als u innerhalb oder am Ende eines Worts
- Instrumentalis Singular von femininen Substantiven und Adjektiven sowie Pronomina der 1. und 2. Person endet mit einem -ou
- Nominativ Plural einiger maskulinen Substantiv endet mit einem -ia (z. B. braťia, sinovia)
- Nominativ Singular von neutralen Adjektiven endet mit einem -uo (z. B. peknuo anstelle des standardsprachlichen pekné)
- Lokativ Singular von maskulinen und neutralen Substantiven sowie Pronomina endet mit einem -om
- 3. Person Plural Indikativ des Verbs byť (dt. sein) lautet sa, nicht wie standardsprachlich sú
- spezifische Wendungen und Ausdrücke, aus den mittelslowakischen Dialekten stammen Wörter wie klobúk, šatka, praženica, vrecko, pŕhľava, klinček, pôľka (dt. Hut, Tuch, Rührei, Beutel/Tasche, Nelke, Stachelbeere)